# الیزابت باوم اشنایدر
الیزابت باوم اشنایدر (انگلیسی: Élisabeth Baume-Schneider؛ زادهٔ ۲۴ دسامبر ۱۹۶۳) یک سیاستمدار اهل سوئیس از حزب سوسیال دموکرات سوئیس و یکی از اعضای فعلی شورای فدرال است. او در ۷ دسامبر سال ۲۰۲۲، در شورای فدرال، به عنوان نخستین عضو برگزیده از منطقه کانتون ژورا، انتخاب شد. او در زمینه علوم اجتماعی تحصیل کرده است. انتخاب او بحث‌برانگیز بود، زیرا بخش آلمانی زبان سوئیس، که بیشترین جمعیت سوئیس را شامل می‌شود، اکنون در شورای فدرال نماینده کمتری دارد و تنها ۳ نفر از ۷ عضو شورا از این بخش هستند.